# Sam Louwyck
Sam Louwyck (Brugge, 1966) is een Belgische danser, choreograaf, acteur en zanger.

## Levensloop
Sam Louwyck staat bekend als schrijver en opvoerder van alternatief ballet en is sinds 1993 betrokken bij Les Ballets C de la B. Hij danste met dit gezelschap shows over heel de wereld. Hij acteerde daarnaast in diverse films, eerst voornamelijk als danser, later steeds vaker als acteur.
In 2003 maakte hij indruk met zijn vertolking van 'de windman' in Tom Barmans film Any Way the Wind Blows. Zijn volgende grote rol kreeg hij in de Herman Brusselmans-verfilming Ex Drummer als de dove gitarist Iwan Van Dorpe. In 2009 werd bekend dat hij de hoofdrollen ging spelen in Lost Persons Area van Caroline Strubbe en Koen Mortiers nieuwe film 22 mei.
Naast zijn dans- en acteercarrière zingt Louwyck in de Gentse band Falling Man.
Op 19 oktober 2015 werd Sam Louwyck de laureaat van de Vlaamse Cultuurprijs voor Film 2014. De laureaat werd geloofd omwille van "zijn veelzijdigheid, unieke stijl en kosmopolitisch karakter. In zijn loopbaan is een coherentie van kwaliteit. Zijn professionele ervaringen als zanger, danser en choreograaf neemt hij probleemloos mee als acteur en dat maakt zijn stijl uniek. Zijn lichaam, houdingen en bewegingen vertellen meer dan dialogen. Sam Louwyck is danser, choreograaf en zanger. Die bagage weet hij op een subtiele manier te incorporeren in zijn personages als acteur en hij schittert daarmee in hoofd- en bijrollen, in Vlaamse en internationale filmproducties. Hij sloopt de schotten tussen disciplines, toont aan dat dit loont, en dat het een verrijking vormt voor de filmwereld."
In het cultuurseizoen 2021-2022 was Sam Louwyck een van de huiskunstenaars van Cultuurcentrum Brugge.

## Filmografie
- The Hard Nut (televisiefilm, 1991)
- Turnpike (videoclip van dEUS, 1996)
- 50CC (korte film, 2000)
- The Thread (korte film, 2000)
- Oh My God? (korte film, 2001)
- Haun (korte film, 2002)
- Any Way the Wind Blows (2003)
- 10 jaar Leuven kort (korte film, 2004)
- Carlo (korte film, 2004)
- Live/Evil - Evil/Live (2005)
- Ex Drummer (2006)
- A Day in a Life (korte film, 2007)
- Like a Fire (videoclip voor Tim Vanhamel, 2008)
- Lost Persons Area (2009)
- 22 mei (2009)
- Rundskop (2011)
- Little Black Spiders (2012)
- The Fifth Season (2012)
- Quiz Me Quick (2012)
- Eigen kweek (televisieserie, 2013)
- Le meraviglie (2014)
- Keeper (2015)
- Belgian Disaster (2015)
- Brak (2015)
- D'Ardennen (2015)
- La trêve (televisieserie, 2015)
- Belgica (2016)
- Eigen kweek (televisieserie, 2e seizoen, 2016)
- Brimstone (2016)
- Cargo (2017) – Jean Boucke
- Malik (televisiedrama, 2017) – varkensboer Ben Van Der Aken
- Monk (2017)
- Mandy (2018)
- Baba Yega: The Movie (2018)
- De zonen van Van As (televisieserie, 2018-2021)
- Terug naar Zotteken Waes (2020)
- Beau Séjour 2 (2021)
- Onder Vuur (2021)
- Parlément (televisieserie, 2e seizoen, 2021)
- De Idylle (2025)

## Dansproducties

### Als danser
- Bonjour madame, comment allez-vous aujourd'hui, il fait beau, il va sans doute pleuvoir (1993)
- La Tristeza Complice (1995)
- Iets op Bach (1997)
- Visitors Only (2002)
- 1-2-3 Propositions (2004)
- Patchagonia (2007)

### Als choreograaf
- Flippers (1996)
- Turnpike (1996)
- Allein ist nur allein (2000)
- October 13th (2003)
- 1-2-3 Propositions (2004)